# Yvette Derks
Yvette Derks (26 oktober 1993) is een Nederlands voetbalspeelster. Derks speelde twee seizoenen bij Achilles '29, waarna ze overstapte naar vv Alkmaar. Na drie jaar Eredivisie ging ze in 2020 naar DTS Ede dat in de Topklasse speelt.

## Statistieken
| Seizoen | Club         | Land      | Competitie | Wedstrijden | Doelpunten |
| ------- | ------------ | --------- | ---------- | ----------- | ---------- |
| 2016/17 | Achilles '29 | Nederland | Eredivisie | 27          | 3          |
| 2017/18 | Achilles '29 | Nederland | Eredivisie | 24          | 4          |
| 2018/19 | VV Alkmaar   | Nederland | Eredivisie | 25          | 3          |
| Totaal  | Totaal       | Totaal    | Totaal     | 76          | 10         |

Laatste update: september 2020